# Saint-Germain-de-Tournebut
Saint-Germain-de-Tournebut è un comune francese di 397 abitanti situato nel dipartimento della Manica nella regione della Normandia.

## Società

### Evoluzione demografica
Abitanti censiti